# Mários Vrousái
Mários Vrousái (grec moderne : Μάριος Βρουσάι), né le 2 juillet 1998 à Naupacte en Grèce, est un footballeur international grec qui évolue au poste d'ailier droit à Rio Ave FC.

## Biographie

### Olympiakos
Né à Naupacte en Grèce, Mários Vrousái est formé par l'Olympiakos Le Pirée. C'est avec ce club qu'il fait ses débuts en professionnel, le 16 avril 2018, lors de la saison 2017-2018 de Superleague Elláda face à l'AO Kerkyra. Il entre en jeu à la place de Kevin Mirallas et dispute donc ses premières minutes en pro, avant d'inscrire également son premier but, lors de cette rencontre qui se solde par la victoire des siens (5-1 score final).

### Willem II
Le 17 janvier 2019, lors du mercato hivernal, Mários Vrousái est prêté avec option d'achat pour un an et demi à Willem II, aux Pays-Bas. Trois jours plus tard, il réalise sa première apparition pour son nouveau club, lors d'un match d'Eredivisie face au NAC Breda. Il inscrit son premier but ce jour-là, participant à la victoire des siens (2-0). Pour sa première saison en Eredivisie, il inscrit un total de quatre buts.
Avec le club de Willem II, il atteint la finale de la Coupe des Pays-Bas en 2019, en étant lourdement battu par l'Ajax Amsterdam (défaite 0-4).

### Retour à L'Olympiakos
Mários Vrousái fait ensuite son retour à l'Olympiakos. Il fait sa première apparition en Ligue des champions le 25 novembre 2020 contre Manchester City. Il entre en jeu à la place de Mohamed Dräger et son équipe s'incline par un but à zéro. Le 12 février 2021, il prolonge son contrat jusqu'en juin 2024 avec le club.
Vrousái inscrit son premier but depuis son retour le 16 décembre 2020, lors d'une rencontre de championnat contre l'AEK Athènes. Titulaire, il ouvre le score, mais les deux équipes se neutralisent (1-1 score final).

### Rio Ave FC
Le 30 janvier 2024, Mários Vrousái est prêté par l'Olympiakos au Rio Ave FC jusqu'à la fin de la saison.
Le 6 juillet 2024, Mários Vrousái s'engage définitivement avec le Rio Avec FC. Il signe un contrat de trois ans, soit jusqu'en juin 2027,.

### Carrière en sélection nationale
Avec les moins de 19 ans, il inscrit un doublé lors d'un match amical contre la Turquie, le 7 février 2017. Il marque ensuite de nouveau face à la Finlande en mars 2017, lors des éliminatoires du championnat d'Europe des moins de 19 ans 2017.
Avec les espoirs, il inscrit un but lors d'un match amical contre la Géorgie, le 6 juin 2019. Quatre jours plus tard, il récidive en marquant de nouveau face à Saint-Marin, lors des éliminatoires de l'Euro espoirs 2021. 
Le 5 septembre 2019, Mários Vrousái honore sa première sélection avec l'équipe nationale de Grèce, en étant titularisé face à la Finlande. Son équipe s'incline sur le score de un but à zéro ce jour-là.

## Palmarès
Willem II
- Finaliste de la Coupe des Pays-Bas
  - 2019.

 Olympiakos
- Championnat de Grèce (2)
  - Champion : 2021  et 2022